# 桃源街道 (南昌市)
桃源街道是中华人民共和国江西省南昌市西湖区下辖的一个乡镇级行政单位。

## 行政区划
桃源街道下辖以下地区：
桃苑社区、香江社区、苑中园社区、新填洲社区、桃花苑社区、抚河园社区、桃苑湖庭社区、金源社区、福田社区、远东社区、振中社区、桃花路社区、广厦社区、警园社区、万福园社区和空港社区。